# Watertoren (Nijmegen)
De stad Nijmegen bezit meerdere watertorens. De grootste ervan is de NYMA-watertoren.

## NYMA-watertoren
De NYMA-watertoren diende de kunstzijdefabriek Nyma NV in Nijmegen. De watertoren, ontworpen door J.Buining, staat midden op het Nyma-terrein aan de rivier de Waal. De fabriek is in 1929 geopend; er was geen ruimte om de watertoren naast de fabriek te bouwen en zo werd de toren boven het fabrieksgebouw opgetrokken. De watertoren werd vervolgens het beeldmerk van de fabriek. Op de vervallen watertoren staat nog het opschrift NYMA. De watertoren behoort tot het industrieel erfgoed van Nijmegen. De bouw in 2011-2013 van de nieuwe stadsbrug De Oversteek nabij de toren verhoogt de monumentwaarde omdat de toren zeer prominent in het zicht is komen te liggen van het verkeer dat over de stadsbrug komt. De watertoren is op 14 november 2012 als gemeentelijk monument aangewezen.

## Overige watertorens in Nijmegen

### Watertoren Goffertpark
Er staat een kleine watertoren in het Goffertpark. Deze watertoren is een gemeentelijk monument als complexonderdeel van het Goffertpark.

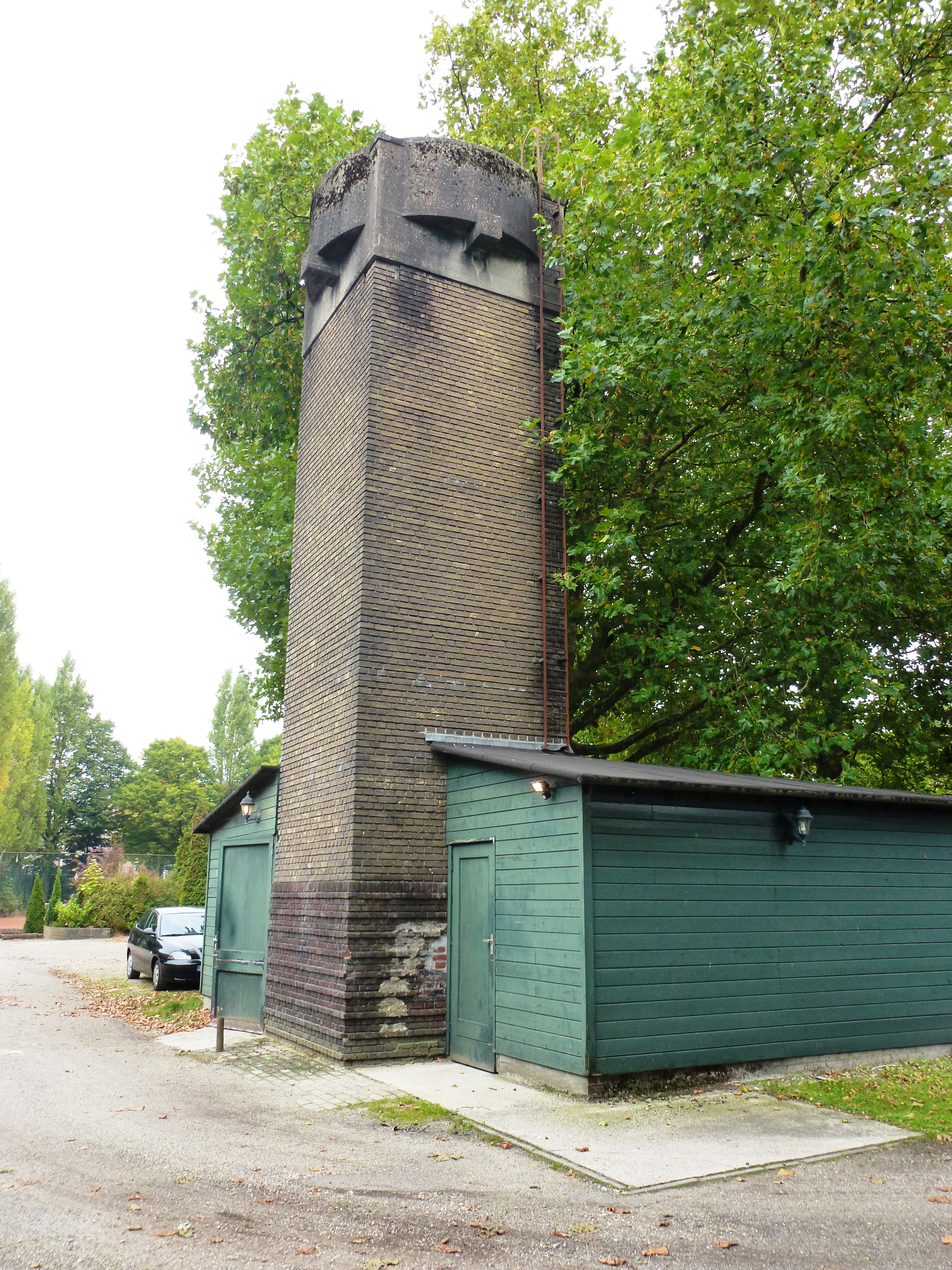
Watertoren Goffertpark op het terrein van de Goffertboerderij

### Watertoren papierfabriek Ambachtsweg
Langs de Ambachtsweg, op het terrein van een papierfabriek, staat een industriële watertoren. Deze watertoren, ontworpen door J.A.G. van der Steur en jhr. A.P. Wesselman van Helmond, stamt uit 1956/57 en heeft (nog) geen monumentstatus. De fabriek is opgericht door papierfabriek Gelderland N.V., later Gelderland-Tielens papierfabrieken N.V., die werd overgenomen door Koninklijke Nederlandse Papierfabriek en vervolgens door Sappi, in 2015 verkocht en al snel daarna wegens faillissement in 2015 moet sluiten. 

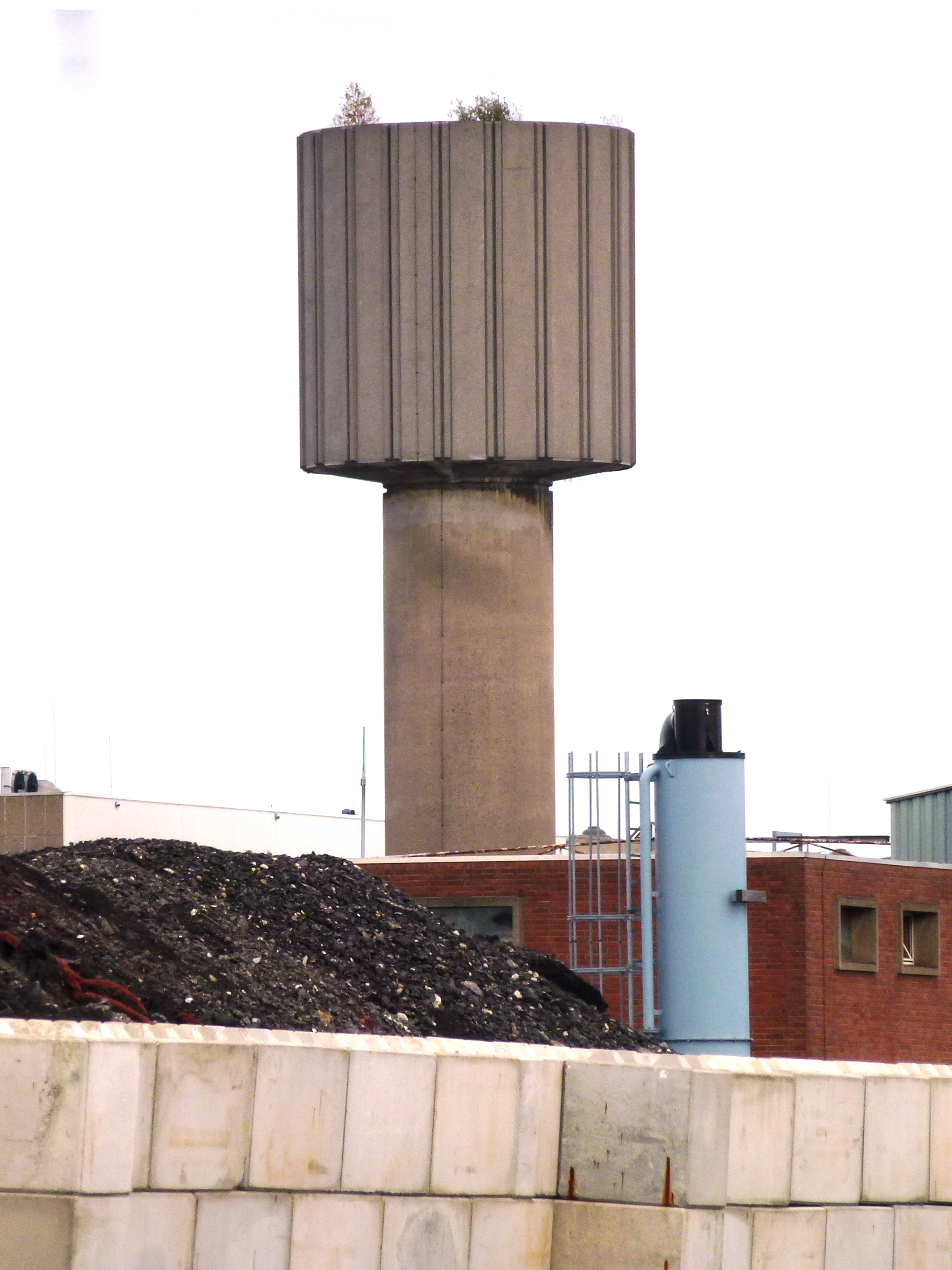
Watertoren van de papierfabriek